# 倉持明日香
倉持 明日香（くらもち あすか、1989年〈平成元年〉9月11日 - ）は、日本のタレント、司会者、女優である。女性アイドルグループAKB48の元メンバーで、チームBのキャプテンも務めた（派生ユニットフレンチ・キス元メンバー）。スカパー!プロ野球セットPRアンバサダー。
父は元プロ野球選手（投手）で、現在はプロ野球解説者の倉持明。神奈川県横浜市出身。ワタナベエンターテインメント所属。

## 略歴
デビュー前
- 歯科衛生士を目指していたが[3]、高校3年生の進路決定の際に「父のようにテレビに出る人になりたい」という夢を諦めることができず、オーディションを受ける[3]。

2007年
- 5月27日、『AKB48 第一回研究生（4期生）オーディション』に合格。

2008年
- 3月4日、旧チームKメンバーへ昇格[4]。

2009年
- 6月から7月にかけて実施された『AKB48 13thシングル 選抜総選挙「神様に誓ってガチです」』では21位で、シングル選抜入りを果たす。
- 8月23日に開催された『読売新聞創刊135周年記念コンサート AKB104選抜メンバー組閣祭り』の夜公演にて、同年10月よりチームAに異動することが発表される（実際に異動したのは2010年7月27日）。

2010年
- 5月から6月にかけて実施された『AKB48 17thシングル 選抜総選挙「母さんに誓って、ガチです」』では23位で、アンダーガールズに選出される。
- 9月7日、明治神宮野球場で開催された東京ヤクルトスワローズ対広島東洋カープ第17回戦で始球式を行う[5]。
- 9月8日に柏木由紀、高城亜樹とともにフレンチ・キスとしてCD「ずっと 前から」でデビュー。
- 9月21日に開催された『AKB48 19thシングル選抜じゃんけん大会』では10位で、メディア選抜入りを果たす。13thシングル「言い訳Maybe」以来の選抜入り。

2011年
- 5月から6月にかけて実施された『AKB48 22ndシングル 選抜総選挙「今年もガチです」』では21位で、シングル選抜入りを果たす[6]。

2012年
- 3月3日、Google+の秋元康の投稿においてぐぐたす選抜が発表され、ぐぐたす選抜入りを果たす。
- 5月、柏木、高城、大家志津香、佐藤夏希とともにビスケットエンターティメントからワタナベエンターテインメントへ移籍。
- 5月から6月にかけて実施された『AKB48 27thシングル 選抜総選挙』では22位で、アンダーガールズに選出される[7]。
- 7月18日、横浜スタジアムで開催された横浜DeNAベイスターズ対東京ヤクルトスワローズ第13回戦で、2年ぶりとなる始球式を行う[8]。
- 8月24日、『AKB48 in TOKYO DOME 〜1830mの夢〜』初日公演において、チームKに異動することが発表される[9]。
- 11月1日、チームKに異動。チームKウェイティング公演のスターティングメンバーとして新チームでの活動を開始する[10]。
- 11月25日から12月23日まで開催された日本中央競馬会 (JRA) 主催の「AKBのガチ馬2 リベンジ」で優勝する[11]。

2013年
- 4月6日、幕張メッセで開催された握手会において、ソロデビューCD発売、CM主演、写真集発売が発表される。
- 5月18日、明治神宮野球場で開催された東京ヤクルトスワローズ対千葉ロッテマリーンズ第2回戦で4度目の始球式。捕手は父が務め、自身初の「親子始球式」となる[12]。
- 5月29日、ソロデビューCD「いつもそばに」発売[13][14]。
- 5月から6月にかけて実施された『AKB48 32ndシングル 選抜総選挙』では36位で、ネクストガールズに選出される[15]。

2014年
- 2月24日、「AKB48グループ大組閣祭り〜時代は変わる。だけど、僕らは前しか向かねえ!〜」のチーム再編でキャプテンとしてチームBへ異動することが発表される[16]。
- 4月16日、チームKウェイティング公演II「最終ベルが鳴る」の千秋楽がチームKメンバーとして出演する最後の劇場公演となる[17]。
- 4月28日、この日初日を迎えたチームB 6th Stage「パジャマドライブ」公演より「倉持チームB」の劇場公演を開始する[18]。
- 5月から6月にかけて実施された『AKB48 37thシングル 選抜総選挙』では52位で、フューチャーガールズに選出される[19]。

2015年
- 7月19日、サンケイスポーツ紙上においてAKB48から卒業することを発表した[20]。
- 8月17日、AKB48劇場で行われた卒業公演をもって、AKB48を卒業[21]。
- 9月10日、2015年10月に公演の『BIOHAZARD THE STAGE』にヒロイン役に抜擢されたことが発表となる[22]。

2016年
- 「スカパー!プロ野球・PRアンバサダー」に就任[23]（2017年[24]、2018年[25]、2019年[26]、2020年[27]も継続）。
- 「スカパー!ドラマティック・サヨナラ賞年間大賞」授賞式の司会を務める[28]（2017年[29]、2018年[30]、2019年[31]にも担当）。

2024年
- 3月16日、横浜・ぴあアリーナMMにて開催された、AKB48 春コンサート2024 inぴあアリーナMM 「柏木由紀卒業コンサート 〜17年間、歩いて来たこの道〜supported by イモトのWiFi」に、フレンチ・キスのメンバーとして高城亜樹とゲスト出演し柏木由紀を含めた３人で「If」「カッコ悪い　I love you」を歌唱した[32]。

## 人物
- 愛称は、もっちぃ、もちくら[注 1]。
- 家族は、父・明[33]、母、2人の兄[34]（長兄は11歳上、次兄は9歳上[35]）。父にはプロ野球選手かプロゴルファーにさせるつもりで、幼少時から野球の英才教育を受けていたが、母からは「日焼けさせたくない」という理由で反対された[34]。
- 父の影響で千葉ロッテマリーンズのファン[36]。但し明日香は父の引退後に生まれている。2010年4月23日に千葉マリンスタジアムでテレビ解説をする父のもとへ赴いて、『熱血BO-SO TV』のリポーターとして直撃取材し、この日の野球中継でも共演、これがテレビでの親子初共演となった[37]。そして、2025年6月13日にZOZOマリンスタジアムで開催された試合の中継では親子共演での解説を務めた[38]。プロ野球選手は中島裕之のファン。
- 小学生時代には野球やソフトボールの授業があると、父・明が講師として呼ばれることが多かった[39]。
- 小学校3年生からドッジボールクラブに所属していたため、父に廊下でボールをまっすぐ投げる練習をさせられ、その結果、上達した[34]。他に水泳、バレエ、ダンスなども習った[34]。中学校ではソフトテニス部に所属していた[34]。
- いきものがかりのファン[40]。吉岡聖恵に憧れていると自身のブログでも発言している[41]。
- 一番好きな食べ物に、手羽先を挙げている[42]。
- 食事量は多めで、ラーメンや冷やし中華などを朝食として食べることもある[43]。

### プロレス
- プロレス観戦を好む[3]。愛読雑誌は『週刊プロレス』[44]。
- 中学時代に地元横浜を拠点とする大日本プロレスの大会を観戦したのがきっかけでファンになった[45]。
- 選手個人で特に小橋建太と"黒天使"沼澤邪鬼の大ファンで、小橋は「神のような存在」と語っている[46]。2011年10月31日放送の『HEY!HEY!HEY! MUSIC CHAMP』にフレンチ・キスで出演した際には、「輝」と書かれたサイン入り色紙をプレゼントされた[47]。倉持の誕生日に小橋がメッセージを寄せたこともある[48]。2013年5月11日に日本武道館で行われた小橋の引退記念試合で小橋に花束を贈呈し、試合を観戦した[46][49][50]。倉持は、AKBのレッスン時に、通販で購入した沼澤のTシャツを着用していたと言う。
- 間下隼人は倉持の大ファン[51]。2013年9月17日に倉持の生誕祭公演と間下の試合の時間が重なったが、新宿FACEで行われた試合に出場後、秋葉原のAKB48劇場に移動し、生誕祭実行委員長を務めた[51]。
- 2012年6月18日発売号『週刊プレイボーイ』における「新日本&全日本40周年特集」企画に同じくプロレスファンの小森美果と参加した[52]。
- 2015年1月4日開催の新日本プロレス東京ドーム大会『バディファイトpresents WRESTLE KINGDOM 9 in 東京ドーム』を応援する“イッテンヨン大使”の一人に任命された[53]。

### AKB48
- オーディション合格後、両親に猛反対されるが、長兄が両親を説得、AKB48入りを認めさせた。正規メンバー昇格後、結果が出ないため辞めることを考えた際にも、長兄が倉持を叱咤激励し思いとどまらせたとのこと[54]。
- AKB48のメンバーについては「友達ではなく仲間」だが「私は仲間はライバルだと思っている」と答えている[43]。
- 格闘技好きであることを買われ、『AKB48 19thシングル選抜じゃんけん大会』で、"格闘技の直前にアナウンサーが控室に行くノリ"でイベント直前の中継レポーターをするよう当日に指示され、大役をこなした[43]。
- 他人の二の腕を噛むのが癖で、メンバーの二の腕にも頻繁に噛みついている[43]。耳フェチを公言しており[55]、『週刊AKB』では、倉持が耳たぶを堪能するだけというミニコーナー「Cave de Kuramochi」まで企画された[56]。
- 第2回選抜総選挙で家族・親戚一同がCDを約500枚買い集め投票に参加したが、第3回は行わなかった[57]。

## AKB48在籍時の参加楽曲

### シングルCD選抜楽曲
- 「夕陽を見ているか?」に収録
  - 夕陽を見ているか?（ひまわり2.0Mix）
- 「ロマンス、イラネ」に収録
  - ロマンス、イラネ（ひまわり 2nd 2.1Mix）
- 「大声ダイヤモンド」に収録
  - 大声ダイヤモンド (Team K ver.) - 「チームK」名義
- 10年桜
  - 桜色の空の下で
- 言い訳Maybe
- 「RIVER」に収録
  - 君のことが好きだから - 「アンダーガールズ」名義
- 「桜の栞」に収録
  - Choose me! - 「チームYJ」名義
- 「ポニーテールとシュシュ」に収録
  - 盗まれた唇 - 「アンダーガールズ」名義
  - マジジョテッペンブルース
- 「ヘビーローテーション」に収録
  - 涙のシーソーゲーム - 「アンダーガールズ」名義
  - 野菜シスターズ - 「野菜シスターズ」名義
- 「Beginner」に収録
  - 泣ける場所 - 「DIVA」名義
- チャンスの順番
  - 胡桃とダイアローグ - 「チームA」名義
- 「桜の木になろう」に収録
  - エリアK - 「DIVA」名義
- Everyday、カチューシャ
  - ヤンキーソウル
- フライングゲット
  - 青春と気づかないまま
  - 野菜占い - 「野菜シスターズ2011」名義
- 「風は吹いている」に収録
  - ゴンドラリフト - 「アンダーガールズ ゆり組」名義
- 「上からマリコ」に収録
  - 隣人は傷つかない - 「チームA」名義
- 「GIVE ME FIVE!」に収録
  - 羊飼いの旅 - 「スペシャルガールズB」名義
- 真夏のSounds good !
  - ぐぐたすの空
- 「ギンガムチェック」に収録
  - なんてボヘミアン - 「アンダーガールズ」名義
- 「UZA」に収録
  - スクラップ&ビルド - 「Team K」名義
- 「永遠プレッシャー」に収録
  - 永遠より続くように - 「OKL48」名義
  - 私たちのReason
- 「So long !」に収録
  - 夕陽マリー - 「大島TeamK」名義
- 「さよならクロール」に収録
  - How come ? - 「Team K」名義
- 「恋するフォーチュンクッキー」に収録
  - 今度こそエクスタシー - 「ネクストガールズ」名義
- 「ハート・エレキ」に収録
  - 快速と動体視力 - 「アンダーガールズ」名義
  - 細雪リグレット - 「Team K」名義
- 「鈴懸の木の道で「君の微笑みを夢に見る」と言ってしまったら僕たちの関係はどう変わってしまうのか、僕なりに何日か考えた上でのやや気恥ずかしい結論のようなもの」に収録
  - Mosh&Dive
- 「前しか向かねえ」に収録
  - 君の嘘を知っていた - 「Beauty Giraffes」名義
- 「ラブラドール・レトリバー」に収録
  - 今日までのメロディー
  - Bガーデン - 「Team B」名義
- 「心のプラカード」に収録
  - 性格が悪い女の子 - 「フューチャーガールズ」名義
- 「希望的リフレイン」に収録
  - 歌いたい - 「かとれあ組」名義
  - ロンリネスクラブ - 「Team B」名義

### アルバムCD選抜楽曲
- 『神曲たち』に収録
  - Baby! Baby! Baby! Baby!
  - 君と虹と太陽と
- 『SET LIST〜グレイテストソングス〜完全盤』に収録
  - あなたがいてくれたから
- 『ここにいたこと』に収録
  - Overtake - 「チームA」名義
  - 風の行方
  - ここにいたこと - 「AKB48+SKE48+SDN48+NMB48」名義
- 『1830m』に収録
  - Hate - 「チームA」名義
  - 青空よ 寂しくないか? - 「AKB48+SKE48+NMB48+HKT48」名義
- 『次の足跡』に収録
  - JJに借りたもの
  - 共犯者 - 「Team K」名義
- 『ここがロドスだ、ここで跳べ!』に収録
  - To goで - 「Team B」名義
  - 生き続ける

### その他の参加楽曲
- アルバム「ノースリーブス」（「ノースリーブス」名義）に収録
  - 嘘でしょ?〜七里ガ浜の七不思議〜 - 「ガールズ・ING」名義
- 「TEAM-Z ORIGINAL SOUND TRACK」（「チームZ」名義）に収録
  - 恋のお縄
  - 私の彼氏は銭形平次
  - 会いたかった 〜お江戸 Ver.〜
  - 銭形平次 〜TEAM-Z Ver.〜

向谷実&佐藤亜美菜・倉持明日香・中村麻里子 from AKB48 名義
- もうこんなじかん（向谷倶楽部との共同作品。）※作曲・編曲の向谷実（元カシオペア）と共に2013年2月23日のニコニコ生放送でレコーディング配信。iTunesで発売。

AKB48 チームサプライズ 名義
勝利の女神公演
- ヘビーローテーション
- AKBフェスティバル

誇りの丘公演
- 誇りの丘

### 劇場公演ユニット曲
ひまわり組 1st Stage「僕の太陽」公演
- 向日葵 ※大島麻衣のスタンバイ

ひまわり組 2nd Stage「夢を死なせるわけにいかない」公演
- 記憶のジレンマ ※大島麻衣のスタンバイ

チームK 4th Stage「最終ベルが鳴る」公演
- ごめんねジュエル
- リターンマッチ ※秋元才加・梅田彩佳・野呂佳代・成瀬理沙のユニットアンダー

チームK 5th Stage「逆上がり」公演
- 抱きしめられたら
- エンドロール ※大島優子のユニットアンダー

THEATRE G-ROSSO「夢を死なせるわけにいかない」公演
- 記憶のジレンマ ※北原里英・柏木由紀のスタンバイ

チームA 6th Stage「目撃者」公演
- 腕を組んで
- ☆の向こう側 ※小嶋陽菜・中田ちさとのユニットアンダー

大島チームK ウェイティング公演
- 嵐の夜には（チームB 5th Stage「シアターの女神」公演、小森美果のポジション）
- 誘惑のガーター（SDN48 1st Stage「誘惑のガーター」公演、佐藤由加理のポジション）

 チームKウェイティング公演II「最終ベルが鳴る」公演
- 19人姉妹の歌

チームB 6th Stage「パジャマドライブ」公演
- 鏡の中のジャンヌダルク

## 作品

### シングル
| 枚                 | リリース日         | タイトル           | 最高 週間 順位     | 販売形態           | 規格品番                                                            | 備考 |                    |
| avex entertainment | avex entertainment | avex entertainment | avex entertainment | avex entertainment | avex entertainment                                                  | avex entertainment                                                                                         | avex entertainment |
| ------------------ | ------------------ | ------------------ | ------------------ | ------------------ | ------------------------------------------------------------------- | --- | ------------------ |
| 1                  | 2013年5月29日      | いつもそばに       | 4位                | CD+DVD CD          | AVCA-62484/B AVCA-62485 AVCA-62486 AVCA-62487 AVCA-62488 AVCA-62489 | TYPE A ワンコイン盤 TYPE-1 ワンコイン盤 TYPE-2 ワンコイン盤 TYPE-3 ワンコイン盤 TYPE-4 ワンコイン盤 TYPE-5 |                    |

### ソロ楽曲
- 心の鍵（作詞：倉持明日香、作曲・編曲：seikoon Lee、Jerry.L、Dr.Jang）

### タイアップ
| 楽曲         | タイアップ         | 収録作品                    | 備考 |
| ------------ | ------------------ | --------------------------- | ---- |
| いつもそばに | 「日本ダービー」CM | 1stシングル「いつもそばに」 |      |

## 出演

### テレビドラマ
- マジすか学園（2010年1月8日 - 3月26日、テレビ東京） - 小歌舞伎 役
- マジすか学園2 第1話 - 第3話・第8話・第10話（2011年4月15日 - 29日・6月3日・6月17日、テレビ東京） - 小歌舞伎 役
- So long ! 第2夜（2013年2月12日、日本テレビ） - 松木千春 役
- 本気ドラ（2016年4月 - 6月、中京テレビ） - 倉持先生 役
- OLですが、キャバ嬢はじめました（2016年6月19日 - 7月10日、毎日放送・TBS系） - 主演・小泉菜奈子 役[58]

### バラエティ番組
- TokYo, Boy大新年会 2009年のキーパーソン大集合SP!（2009年1月4日、TOKYO MX）
- すイエんサー（2009年3月31日・4月21日・10月6日・12月1日、NHK教育 / 8月20日、NHK総合）
- G.I.ゴロー（2010年5月31日 - 6月14日、TBS）
- フレンチ・キスのキス旅（2014年7月1日 - 9月23日、テレビ東京）
- ナイトカード（2020年4月10日 - 、TOKYO MX） - 主人[59]

### 情報・スポーツ番組
- ひるおび!（2012年4月2日 - 2020年9月・不定期出演、TBS）[注 2]
- SPORTS X（2012年4月14日 - 2016年3月25日、BS朝日）
- 第80回日本ダービー記念番組 美女が集まるダービー予備校〜いつ覚えるの?今でしょ〜（2013年5月20日 - 24日、フジテレビ） - MC[60]
- プロ野球セット presents プロ野球ワイド（2016年8月 - 、スカチャン0 / 2017年 - 、BSスカパー!） - 中川礼二とともに司会進行[61]。
- スカパー!プロ野球セット開幕直前野球番組対抗スペシャル（2017年3月28日、BSスカパー!） - 中川礼二とともにMC・司会進行[62]。
- プロ野球ワイド キャンプ中継スペシャル（2018年2月4日・11日・18日、BSスカパー!） - MC[63]
- Fun!BASEBALL!!「巨人×西武」亀梨&上地&倉持の副音声!!（2018年6月10日、日本テレビ系列）[64]

### その他のテレビ番組
- 世界ウマイハナシ紀行（2013年11月22日、フジテレビ）[65]
- ニッポン各駅早周り旅（2016年10月29日、NHK BSプレミアム) [66]
- tvk衆院選特番「選挙Link」（2021年10月31日、テレビ神奈川） - 第二部ゲスト[67]

### 舞台
- DUMP SHOW!（2011年7月16日 - 31日、サンシャイン劇場 / 8月10日 - 14日、サンケイホールブリーゼ） - 春香 役
- 三ツ星キッチン 第12弾 J-Musical『DREAM』（2015年6月17日 - 21日、ザ・ポケット / 27日・28日、in→dependent theatre 2nd） - 浅野優衣 役
- BIOHAZARD THE STAGE（2015年10月22日 - 11月1日、EX THEATER ROPPONGI） - ヒロイン メアリー・グレイ 役
- Honganji（2016年1月 - 2月、新歌舞伎座・中日劇場・EX THEATER ROPPONGI）

### ラジオ
- AKB48 今夜は帰らない…（2008年11月29日 - 2010年8月16日、CBCラジオ） - 4代目パーソナリティー
- AKB48の"私たちの物語"（2011年1月2日（パイロット版）・2011年6月10日・2012年8月31日（レギュラー版）、NHK-FM）
- フレンチ・キスのKissラジ![注 3]（2011年4月2日 - 2013年3月31日・2014年10月5日・2015年10月11日[注 4]、TOKYO FM）
- 大谷ノブ彦 キキマス!（2014年4月2日 - 9月24日、ニッポン放送） - 水曜「イッテキキマス!調査隊」中継リポーター[注 5]
- もちくらさんでーらじお（2014年4月6日 - 2016年3月27日、FMヨコハマ）
- イモトのWiFi presents 倉持明日香のサタデートリップ（2016年4月2日 - 2017年9月30日、InterFM897）
- MUSIC GARAGE from NTP-ark（2017年9月6日 - 2019年12月25日、Radio NEO）- 水曜パーソナリティー[68]
- ラジオペナントレースNEXT powered by ニッポン放送ショウアップナイター（2022年5月5日・7月27日・10月15日 - 、不定期出演、ニッポン放送）[注 6][69][70]

#### 特別番組
- 2019元日スポーツスペシャル（2019年1月1日、NHKラジオ第1） - キャスター[71]
- 追悼 アントニオ猪木 〜テーマ曲で振り返るプロレス名場面〜（2023年3月21日、レディオキューブFM三重） - パーソナリティー[72]

### インターネットテレビ
- #日本で一番カワイイ女の子をこの番組が、決めちゃうゾTV（2016年4月15日 - 2017年3月24日、AbemaTV） - 進行[73]
- 有田と週刊プロレスと（2016年11月22日 - 2019年12月25日、Amazonプライム・ビデオ） - MC[74]
- マリーンズ・ファンフェスト2021（2021年12月4日、日テレNEWS24・パーソルパリーグTV・マリーンズプラス） - 司会

### CM
- JRA 第80回日本ダービー「7197頭分の1」篇[75]
- 壱番屋 カレーハウスCoCo壱番屋 グランド・マザー・カレー・キャンペーン「隣のカレーは旨く見える」篇（2019年1月17日 - ）[76]
- スカパー!プロ野球「みんなで始球式」篇（2020年6月13日 - ）[27]

### 広告
- スカパー!プロ野球・PRアンバサダー（2016年 - ）[23]
- ハピライズ 結婚相談所サンマリエ イメージモデル（2016年8月 - ）[77]
- 2021年横浜市長選挙 啓発キャラクター（2021年8月22日投開票）[78]

### ミュージックビデオ
- いきものがかり「あなたは」（2019年12月28日公開）[79]

### イベント
- 千葉ロッテマリーンズ×北海道日本ハムファイターズ戦 始球式（2015年5月1日、QVCマリンフィールド）[80]
- 福岡ソフトバンクホークス×広島東洋カープ オープン戦 始球式（2019年3月23日、ヤフオク!ドーム）[81]
- スポーツフェスティバル in 東京スカイツリータウン Vol.10（2020年10月11日、東京スカイツリータウン スカイアリーナ）- スペシャルMC[82]

## 書籍

### 写真集
- 耳たぶ（2013年9月11日、秋田書店）[83]

### カレンダー
- 卓上 倉持明日香 2013年カレンダー（2012年12月7日、ハゴロモ）
- 卓上 倉持明日香 2014年カレンダー（2013年12月6日、ハゴロモ）